# Méliphage à tête brune
Melithreptus brevirostris
Espèce
Répartition géographique
Statut de conservation UICN

 LC  : Préoccupation mineure
Le Méliphage à tête brune (Melithreptus brevirostris) est une espèce de passereau de la famille des Meliphagidae

## Répartition
Il est endémique d'Australie.

## Habitat
Il habite les forêts tempérées et les zones de broussailles méditerranéennes

## Sous-espèces
D'après Alan P. Peterson, il en existe 5 sous-espèces :
- Melithreptus brevirostris brevirostris (Vigors & Horsfield) 1827
- Melithreptus brevirostris leucogenys Milligan 1903
- Melithreptus brevirostris magnirostris North 1905
- Melithreptus brevirostris pallidiceps Mathews 1912
- Melithreptus brevirostris wombeyi Schodde & Mason,IJ 1999